# Homme de Minatogawa
L'Homme de Minatogawa est le nom donné à un ensemble de fossiles d'Homme moderne, trouvés sur l'île d'Okinawa, au Japon. Les fossiles sont constitués de quatre squelettes quasi complets et de quelques ossements isolés. Ils ont été datés de 18 000 à 16 000 ans avant le présent (AP),,,, mais des sources plus récentes repoussent leur âge à un peu plus de 20 000 ans.

## Historique
Les squelettes ont été trouvés dans une carrière de calcaire de Minatogawa, située à 10 km au sud de Naha, près de la pointe sud de l'île d'Okinawa. L'homme d'affaires et archéologue amateur okinawaïen Seiho Oyama avait remarqué des fragments d'os fossiles dans certains blocs de pierre de construction qu'il achetait à la carrière. Pendant deux ans, il s’était alors intéressé à la façon dont la carrière était exploitée. En 1968, Oyama signala la découverte d'un os humain dans la carrière à Hisashi Suzuki, professeur à l'université de Tokyo.
Une équipe dirigée par Suzuki a fouillé le site pendant trois saisons (1968, 1970 et 1974). Leurs découvertes ont été publiées en 1982. Les squelettes sont à présent conservés au musée d'anthropologie de l'université de Tokyo.

## Description
Tous les squelettes ont été trouvés enterrés dans une fissure verticale au sein de la roche calcaire. Large d'environ 1 mètre, cette fissure s'est remplie au cours des millénaires d'argile rouge mélangée avec du travertin, des fragments de calcaire et des os. Les fouilles de Suzuki se sont limitées à la partie de la fissure exposée sur l'avant de la carrière, haute de 5 m, surplombant de 20 m le niveau actuel de la mer et s'étendant sur environ 6 m à l'intérieur de l'arrière de la falaise.
Les ossements extraits de cette fissure appartiennent à un groupe composé de 5 à 9 individus distincts (dont les squelettes de deux hommes et de deux femmes), mêlés à plus de 200 fragments d'os de cerfs et de sangliers. Les restes étaient couchés sur une bande diagonale s'étendant vers le bas et vers l'avant d'environ 6 mètres à l'intérieur de la fissure. Le squelette le plus bas (Minatogawa I, un homme d'environ 25 ans) se tenait à l'envers, mais ses os étaient pour la plupart en position anatomique. Les autres squelettes avaient leurs ossements mélangés et dispersés sur plusieurs mètres. Le squelette IV, en particulier, a été trouvé en deux ensembles d'os séparés par quelques mètres. Son crâne présente une perforation qui semble avoir été causée par une pointe acérée dure, et ses bras semblent avoir été fracturés de la même façon. Suzuki suppose que les personnes ont été tuées par lances ou flèches par des ennemis qui ont consommé leurs victimes, cassant les os au cours du processus, puis ont jeté les restes dans la fissure, utilisée comme décharge (ce qui explique les os d'animaux).
Les individus sont petits (environ 1,55 m pour les hommes, 1,40 m pour les femmes) et leur capacité crânienne est proche de l'extrémité inférieure de la palette de la fin de la période Jōmon (de 15 000 à 2 500 ans AP environ) et des Japonais modernes. Les dents sont très usées, ce qui suggère un régime alimentaire incluant des éléments abrasifs. Dans l'une des mandibules, les deux incisives médianes ont été retirées en même temps, bien avant la mort, ce qui semble être une coutume pratiquée par la population locale de l'époque.

## Datation
Les géologues estiment que la fissure a été créée par un soulèvement qui a plié et fracturé les couches de roches calcaires il y a plus de 100 000 ans.
Des fragments de charbon dans la fissure ont été datés par le carbone 14 d'environ 18 000 à 16 000 ans AP.